# Plevna (Missouri)
Plevna – jednostka osadnicza w Stanach Zjednoczonych, w stanie Missouri, w hrabstwie Knox.